# Lijst van personages uit Lilo & Stitch
Dit is een lijst van personages uit de Disneyfilm Lilo & Stitch, de hiervan afgeleide vervolgfilms, en de televisieserie.

## Lilo Pelekai
Lilo is een jong meisje dat met haar oudere zus Nani op het eiland Kaua'i woont. Ze heeft lang zwart haar en is meestal gekleed in een mu'umu'u. In de eerste film is ze een jaar of vijf. Officieel veroudert ze in de films en de serie tot een jaar of 9, maar lichamelijk verandert ze niet. Alleen in de aflevering “Skipper” wordt ze gezien als tiener en volwassene.
Lilo heeft een excentrieke persoonlijkheid, mede door een traumatische ervaring in haar jeugd: haar ouders zijn omgekomen bij een auto-ongeluk. Door deze persoonlijkheid staat ze bij de andere kinderen op het eiland vaak te boek als vreemd. Ze is een groot bewonderaarster van Elvis Presley. Tevens heeft ze een voorliefde voor monsters uit griezelfilms, met name zombies. Lilo’s grootste hobby is het dansen van de Hula. Daarnaast houdt ze van fotografie, en dan met name het fotograferen van toeristen. Haar belangrijkste foto is één met haar ouders erop.
In de eerste film koopt Lilo Stitch bij een hondenasiel, denkend dat hij een hond is. Later in de film komt de waarheid aan het licht. Vanaf de film Stitch! The Movie werken de twee samen om al Jumba’s experimenten te vangen. Vaak is het Lilo die met de ideeën komt voor het vangen van deze experimenten.

## Experiment 626/Stitch
Stitch is een genetisch experiment, gemaakt door de buitenaardse wetenschapper Jumba Jookiba. Zijn echte naam is experiment 626. Stitch is de naam die Lilo later aan hem heeft gegeven.
Stitch is een klein blauw wezen dat nog het meest lijkt op een koala met vier armen, antennes en stekels op zijn rug. Hij kan echter twee van zijn armen, zijn stekels en zijn antennes intrekken om zichzelf zo een ander uiterlijk te geven. In dit alternatieve uiterlijk doet hij zich op aarde vaak voor als een hond.
Stitch beschikt over veel verschillende vaardigheden. Zo kan hij 3000 keer zijn eigen gewicht tillen, tegen muren opkruipen, sneller denken dan een supercomputer en zien in het donker. Hij is bijna onverwoestbaar. Zijn ogen kunnen ook het infrarood- en ultravioletspectrum zien. In sommige gevallen kan zijn lichaam de functies van een machine overnemen.
Van nature is hij geprogrammeerd voor vernietiging en chaos. Aan het begin van de eerste film ontsnapt hij uit zijn gevangenis en vlucht naar de aarde. Daar wordt hij gevonden door Lilo. Zij zorgt ervoor dat Stitch een eigen persoonlijkheid ontwikkelt, en ook gevoelens krijgt voor anderen. In de andere films en de serie vertoont Stitch vaak onvoorspelbaar gedrag daar zijn oude programmering in strijd is met zijn nieuwe persoonlijkheid. Ondanks zijn intelligentie vertoont hij vaak kinderlijk gedrag en is emotioneel erg zwak. Doorgaans doet hij het gevaarlijke werk bij het vangen van Jumba’s experimenten.
Stitch’ enige zwakke punt is dat zijn lichaam te zwaar is om te blijven drijven. Als hij in water terechtkomt, zinkt hij als een steen.

## Nani Pelekai
Nani is de oudere zus van Lilo, en sinds de dood van hun ouders haar voogd. Het werk als voogd valt haar duidelijk zwaar. Ze wisselt in de films en serie meerdere malen van baan, en heeft moeite orde te handhaven in huis. Dat is ook de reden dat in de eerste film ze bijna de voogdij over Lilo verloor.
Nani is doorgaans de stem van rede in het huishouden. Ze probeert zo goed als het kan alles in het gareel te houden. Door haar drukke leven wordt ze snel kwaad op Lilo en Stitch. Ze staat bekend om haar slechte kookkunst.
Nani heeft een relatie met David Kawena.

## Jumba Jookiba
Jumba is een buitenaards wezen van een onbekend ras. Hij is een dik humanoïde wezen met vier ogen.
Jumba is een wetenschapper. Hij is de schepper van Stitch en alle andere genetische experimenten uit de films. Zelf wordt hij het liefst een kwaadaardig genie genoemd, maar ondanks die titel is hij in het dagelijks leven erg gemanierd en vriendelijk tegenover anderen.
In de eerste film is hij aanvankelijk een antagonist, maar hij ontwikkelt zich uiteindelijk tot held. Aan het begin van de film wordt hij gearresteerd voor zijn werk, maar later vrijgelaten om Stitch te vangen. In de andere films woont hij bij Lilo en Nani, waar hij zich voordoet als hun oom. Hij helpt, en hindert, Nani geregeld bij het huishouden met zijn uitvindingen.
Jumba’s grootste vaardigheid is zijn intelligentie. Hij kan de meest uiteenlopende dingen bouwen. Hij is tevens erg sterk.
Jumba praat met een licht Russisch accent.

## Pliki
Pliki is een buitenaards wezen van een onbekend ras. Hij heeft een lang, dun lichaam, drie benen en maar één oog.
Pliki maakt zijn debuut in de eerste film, waarin hij volgens eigen zeggen een expert is op het gebied van de aarde. Daarom gaat hij met Jumba mee om Stitch te vangen. In werkelijkheid begrijpt hij vrijwel niets over de Aardse cultuur. In de andere films woont hij bij Lilo en Nani, waar hij zich voordoet als hun tante. Hij regelt vaak het huishouden binnen het huis van de familie. Hij is erg gesteld op netheid en hygiëne.
Pliki’s echte naam is Wendy, wat “dappere krijger” betekent in de taal van zijn thuisplaneet. Zijn familie wordt in de televisieserie eenmaal gezien.
Omdat hij zich voordoet als de tante van Lilo en Nani, gaat Pleakley op aarde doorgaans gekleed in vrouwenkleding. Tevens draagt hij een pruik.
Pleakley is geobsedeerd door muggen, omdat hij denkt dat deze een beschermde diersoort zijn.

## Gantu
Gantu is een kolossale humanoïde haai. In de eerste film is hij de kapitein van de Galactische Alliantie. Aan het eind van de film krijgt hij de opdracht Stitch te vangen wanneer Jumba en Pleakley hier niet in slagen. Gantu vangt Stitch, maar brengt hierbij ook Lilo in gevaar. Daarom wordt hij aan het eind van de film ontslagen.
In de andere films en de televisieserie werkt hij voor Dr. Hamsterville, en probeert voor hem de experimenten van Jumba te vangen. In de serie is hij dan ook de primaire antagonist. Hoewel hij niet vaak de vrolijke noot in de serie is, zijn z’n plannen om de experimenten te vangen over het algemeen goed doordacht. De reden dat hij vrijwel nooit slaagt in het vangen van een experiment komt meer door een combinatie van pech en de vaardigheden van Stitch dan door zijn eigen stommiteiten.
Gantu is door zijn omvang erg sterk. Wel is hij in de latere films en de serie duidelijk kleiner dan in de eerste film.
Hij wordt hierbij geholpen door experiment 625. In de laatste film wordt hij door Hamsterville aan de kant gezet, waarna hij Lilo en Stitch helpt Hamsterville te verslaan. Hij krijgt hierna zijn oude baan weer terug.

## Dr. Jacques von Hämsterviel
Hämsterviel is eveneens een buitenaardse geleerde, en de oude partner van Jumba. Hij heeft Jumba’s onderzoek gefinancierd.
Hämsterviel maakt zijn debuut in de film Stitch! The Movie, waarin hij de genetische experimenten wil voor zijn eigen plannen. Hij wordt uiteindelijk gearresteerd. In de televisieserie zit hij het grootste deel van de tijd in de gevangenis, maar werkt van daaruit door aan zijn plannen. Zo houdt hij in het geheim contact met Gantu. Tevens ontsnapt hij een paar keer.
Hämsterviel is een klein knaagdierachtig wezen. Hij haat het als mensen hem aanzien voor een gerbil en houdt altijd vol op een hamster te lijken.
Hämsterviel is net als Jumba erg slim, maar heeft een kort lontje waardoor hij snel ongeduldig wordt.

## Cobra Bubbels
Cobra Bubbels is een maatschappelijk werker die in de eerste film toezicht houdt op de Pelekai-familie. Wat maar weinig mensen weten is dat hij ooit voor de CIA werkte. Hij was betrokken bij het Roswellincident, waarbij hij de aarde redde door de wezens die toen landen wijs te maken dat de aarde een natuurreservaat is voor muggen.
Cobra speelt vooral een grote rol in de eerste film. Verder komt hij een paar keer voor in de televisieserie.
Cobra lijkt qua uiterlijk sterk op de personages uit de film Men in Black.

## Mertle Edmonds
Mertle is een klasgenoot van Lilo, en tevens haar grootste rivaal. Ze komt uit een rijke familie en is derhalve erg verwend en arrogant. Ze was ooit Lilo’s vriendin, maar ergens voor de eerste film kregen ze een hekel aan elkaar.

## Experiment 625/Reuben
Experiment 625 is naast Stitch het experiment dat het vaakst voorkomt in de televisieserie. Hij maakt zijn debuut in Stitch! The Movie.
625 is een prototype van Stitch, en beschikt over precies dezelfde vaardigheden als hij. Hij is echter te lui om deze krachten te gebruiken en besteedt zijn tijd liever aan het maken van sandwiches. In tegenstelling tot Stitch kan hij perfect praten.
In de serie is hij de handlanger van Gantu. Hij kijkt meestal vanaf de zijlijn toe en bekritiseert Gantu om zijn vele mislukkingen. Hoewel Gantu en 625 vaak een meningsverschil hebben, leren ze elkaars gezelschap uiteindelijk waarderen.
In de film Leroy & Stitch krijgt 625 eindelijk een naam: Reuben. Aan het eind van de film wordt hij Gantu’s assistent wanneer die zijn positie als kapitein terugkrijgt.

## David Kawena
David is een lokale surfer, en Nani’s vriend. Zijn relatie met Nani wordt echter onder druk gezet door haar harde werk. Zelf heeft hij ook werk als vuurdanser.

## Grand Councilwoman
De Grand Councilwoman is de voorzitter van de Galactische Federatie. Zij is het die in de eerste film Stitch veroordeelt tot verbanning naar een planetoïde, en na zijn ontsnapping Jumba en Pleakley achter hem aan stuurt. Aan het eind van de film komt ze zelf naar de aarde om Stitch te vangen. In de film Stitch! The Movie benoemt ze Lilo en Stitch tot officiële experimentenjagers. Verder komt ze nog voor in de televisieserie en de laatste film.
De Councilwoman is ooit op aarde geweest tijdens het Roswellincident, maar heeft vrijwel geen kennis van de aardse cultuur. Ze is in de eerste film bereid de hele planeet op te offeren om Stitch te vangen, maar wordt hiervan weerhouden door Pleakley.

## Jumba’s experimenten
Naast Stitch heeft Jumba nog 625 andere experimenten gemaakt. Deze belanden in de film Stitch! The Movie allemaal op aarde, waarna ze moeten worden teruggevonden. De experimenten zijn allemaal gevriesdroogd tot kleine capsules, maar krijgen hun oude vorm terug indien deze capsules worden bevochtigd.
Van de 625 experimenten komst slechts een handvol voor in de televisieserie. Die welke wel voorkomen in de serie, doen vaak maar in een enkele aflevering mee.
De experimenten zijn als volgt te classificeren:
- 0-Serie: Jumba’s eerste probeersels. Dit zijn voornamelijk huishoudelijke helpers.
- 1-Serie: Rustverstoorders
- 2-Serie: Technologisch en wetenschappelijk.
- 3-Serie: Psychologisch
- 4-Serie: Mysterieuze reeks van vooral mislukte experimenten.
- 5-Serie: Elementbeheersers.
- 6-Serie: Slagveld of doomsday-experimenten.